# Geodia tenera
Espèce
Geodia tenera est une espèce d'éponges de la famille des Geodiidae présente dans l'océan Pacifique sud au large de la Nouvelle-Zélande.

## Taxonomie
L'espèce est décrite en 2015 par les spongiologues Carina Sim-Smith (d) et Michelle Kelly (d),.

### Étymologie
Son épithète spécifique vient du latin tener qui signifie tendre ou mou et renvoie à la texture de cette espèce.

### Publication originale
- (en) Carina Sim-Smith et Michelle Kelly, « The Marine Fauna of New Zealand: Sponges in the family Geodiidae (Demospongiae; Astrophorina) », NIWA Biodiversity Memoir, vol. 128,‎ 2015, p. 1-102 (ISSN 1174-0043, e-ISSN 2463-638X, lire en ligne, consulté le 23 mars 2025).

## Description
L'holotype a une dimension de 130 mm × 100 mm × 90 mm, en forme de bol avec un bord de 10 mm d'épaisseur, le tout de couleur marron kaki et de texture relativement tendre et compressible, un peu comme du cuir au toucher.

## Répartition
L'espèce est présente dans les différentes eaux territoriales de la Nouvelle-Zélande.